# I Miss You (singel Clean Bandit)
I Miss You – czwarty singel brytyjskiego zespołu Clean Bandit, promujący ich drugi album studyjny, zatytułowany What Is Love?. Powstały przy gościnnym udziale amerykańskiej piosenkarki Julii Michaels. Singel został wydany 27 października 2017. Twórcami tekstu utworu są Julia Michaels, Jack Patterson i Grace Chatto, natomiast jego produkcją zajęli się Patterson, Chatto oraz Mark Ralph.
„I Miss You” jest utrzymany w stylu muzyki dance. Utwór był notowany na 4. miejscu na liście najlepiej sprzedających się singli w Wielkiej Brytanii oraz 92. pozycji listy najlepiej sprzedających się singli w Stanach Zjednoczonych.

## Personel
Opracowano na podstawie materiału źródłowego.
- Jack Patterson – autor tekstu, produkcja, miksowanie, fortepian, syntezator
- Grace Chatto – autorka tekstu, produkcja, wiolonczela, miksowanie
- Luke Patterson – perkusja
- Julia Michaels – autorka tekstu, wokal
- Mark Ralph – produkcja, miksowanie
- Stuart Hawkes – inżynier masteringu
- Keith Gretlein – inżynier
- Rob Cohen – inżynier
- Drew Smith – miksowanie
- Tom AD Fuller – miksowanie

## Lista utworów
- Digital download[2]

1. „I Miss You” (featuring Julia Michaels) – 3:25

- Digital download – Naations Remix[3]

1. „I Miss You” (featuring Julia Michaels) (Naations Remix) – 3:37

- Digital download – Lazy Weekends Remix[4]

1. „I Miss You” (featuring Julia Michaels) (Lazy Weekends Remix) – 3:36

- Digital download – Cahill Remix[5]

1. „I Miss You” (featuring Julia Michaels) (Cahill Remix) – 3:08

- Digital download – Matoma Remix[6]

1. „I Miss You” (featuring Julia Michaels) (Matoma Remix) – 3:31

- Digital download – Piano Version[7]

1. „I Miss You” (featuring Julia Michaels) (Piano Version) – 3:36

- Digital download – BLVK JVCK ReVibe Remix[8]

1. „I Miss You” (featuring Julia Michaels) (BLVK JVCK ReVibe Remix) – 3:12

- Digital download – Acoustic[9]

1. „I Miss You” (featuring Julia Michaels) (Acoustic) – 3:36

- Digital download – Tokio Myers Remix[10]

1. „I Miss You” (featuring Julia Michaels) (Tokio Myers Remix) – 3:08

- Digital download – Yungen Remix[11]

1. „I Miss You” (featuring Julia Michaels) (Yungen Remix) – 3:25

- Digital download – DRAM Remix[12]

1. „I Miss You” (featuring Julia Michaels) (DRAM Remix) – 3:25

- Digital download – Remixes EP[13]

1. „I Miss You” (featuring Julia Michaels) (Branchez & Charlie Klarsfeld Remix) – 4:10
2. „I Miss You” (featuring Julia Michaels) (Kryder Remix) – 5:10
3. „I Miss You” (featuring Julia Michaels) (Stadiumx Remix) – 3:14
4. „I Miss You” (featuring Julia Michaels) (Joe Maz Remix) – 3:34
5. „I Miss You” (featuring Julia Michaels) (Lodato & Joseph Duveen Remix) – 3:58

## Notowania i certyfikaty
| Lista (2017–18)                        | Najwyższa pozycja |
| -------------------------------------- | ----------------- |
| Australia (Top 50 Singles)             | 20                |
| Austria (Ö3 Austria Top 40)            | 57                |
| Belgia (Ultratop 50 Singles, Flandria) | 5                 |
| Belgia (Ultratop 50 Singles, Walonia)  | 5                 |
| Czechy (Rádio – Top 100)               | 96                |
| Czechy (Singles Digitál – Top 100)     | 22                |
| Dania (Track Top-40)                   | 14                |
| Francja (Top Singles & Titres)         | 112               |
| Hiszpania (PROMUSICAE)                 | 85                |
| Holandia (Dutch Top 40)                | 17                |
| Holandia (Single Top 100)              | 10                |
| Irlandia (Singles Chart)               | 3                 |
| Kanada (Billboard Canadian Hot 100)    | 50                |
| Niemcy (Media Control Charts)          | 49                |
| Norwegia (VG-Lista)                    | 18                |
| Nowa Zelandia (Recorded Music NZ)      | 17                |
| Portugalia (AFP)                       | 32                |
| Słowacja (Rádio – Top 100)             | 55                |
| Słowacja (Singles Digitál – Top 100)   | 21                |
| Stany Zjednoczone (Hot 100)            | 92                |
| Szwajcaria (Singles Top 100)           | 43                |
| Szwecja (Sverigetopplistan)            | 34                |
| Wielka Brytania (UK Singles Chart)     | 4                 |
| Włochy (FIMI)                          | 73                |

| Państwo                  | Certyfikat         |
| ------------------------ | ------------------ |
| Australia (ARIA)         | 3× platynowa płyta |
| Belgia (BEA)             | platynowa płyta    |
| Dania (IFPI Dania)       | platynowa płyta    |
| Francja (SNEP)           | złota płyta        |
| Kanada (Music Canada)    | platynowa płyta    |
| Niemcy (BVMI)            | złota płyta        |
| Nowa Zelandia (RMNZ)     | złota płyta        |
| Polska (ZPAV)            | platynowa płyta    |
| Portugalia (AFP)         | złota płyta        |
| Stany Zjednoczone (RIAA) | złota płyta        |
| Wielka Brytania (BPI)    | platynowa płyta    |
| Włochy (FIMI)            | złota płyta        |

## Historia wydania
| Region | Data                 | Format                 | Wersja                 | Wytwórnia | Źródło |
| ------ | -------------------- | ---------------------- | ---------------------- | --------- | ------ |
| Włochy | 26 października 2017 | Contemporary hit radio | Original               | Warner    | [ 50 ] |
| Świat  | 27 października 2017 | Digital download       | Original               | Atlantic  | [ 2 ]  |
| Świat  | 27 października 2017 | Digital download       | Naations Remix         | Atlantic  | [ 3 ]  |
| Świat  | 17 listopada 2017    | Digital download       | Lazy Weekends Remix    | Atlantic  | [ 4 ]  |
| Świat  | 17 listopada 2017    | Digital download       | Cahill Remix           | Atlantic  | [ 5 ]  |
| Świat  | 17 listopada 2017    | Digital download       | Matoma Remix           | Atlantic  | [ 6 ]  |
| Świat  | 8 grudnia 2017       | Digital download       | Piano Version          | Atlantic  | [ 7 ]  |
| Świat  | 8 grudnia 2017       | Digital download       | BLVK JVCK ReVibe Remix | Atlantic  | [ 8 ]  |
| Świat  | 8 grudnia 2017       | Digital download       | Acoustic Version       | Atlantic  | [ 9 ]  |
| Świat  | 15 grudnia 2017      | Digital download       | Tokio Myers Remix      | Atlantic  | [ 10 ] |
| Świat  | 5 stycznia 2018      | Digital download       | Yungen Remix           | Atlantic  | [ 11 ] |
| Świat  | 25 stycznia 2018     | Digital download       | DRAM Remix             | Atlantic  | [ 12 ] |
| Świat  | 16 lutego 2018       | Digital download       | Remixes EP             | Atlantic  | [ 13 ] |